# Johann Kaspar von Lippert
Johann Kaspar Lippert, ab 1773 Edler von Lippert (auch Johann Caspar von Lippert; * 23. September 1729 in Furth im Wald; † April 1800 in München) war ein deutscher Verwaltungsjurist, Historiker und Hochschullehrer.

## Leben
Lippert war Sohn des Handelsmanns, Ratsherren und Kirchenverwalters Georg Kaspar Lippert. Er erhielt seine Ausbildung am Augustinergymnasium im benachbarten Taus, bei den Jesuiten in Klattau, Regensburg und Straubing sowie bei den Franziskanern in Cham. 1750 wurde er an der Universität Ingolstadt immatrikuliert, an der er 1755 zum Doktor beider Rechte promoviert wurde. Anschließend kehrte er nach Furth im Wald zurück, wurde am Landgericht Neumarkt in der Oberpfalz tätig sowie als Richter am Landgericht Rain. Zudem wirkte er zeitweise als Hofrat in München.
Lippert folgte 1758 einem Ruf als Professor für jus patrium zu Explicirung des Codicis Maximilianei an die Universität Ingolstadt. Ihr stand er 1761 als Rektor vor. Im selben Jahr wurde er Mitglied der Kurfürstlichen Akademie der Wissenschaften zu München.
Lippert folgte 1762 einem Ruf als kurfürstlicher Revisionsrat nach München. 1765 erhielt er dort außerdem die Ernennung zum Kommerzienrat. Er häufte in München diverse weitere Ämter an, so wurde er Bücherzensurrat, Rat am Wechselgericht, Hofbibliothekar, Geheimer Archivar und Ministerialkommissär für die Philosophische sowie für die Juristische Fakultät der Universität Ingolstadt. 1768/1769 amtierte er außerdem als Klassendirektor der Historischen Klasse der Akademie der Wissenschaften.
Lippert war mit vielen Hofkünstlern persönlich bekannt. Er soll 1770 an der Gründung der Münchner Zeichenschule seinen Anteil gehabt haben. 1776 wurde er Mitglied der Kommission für Universitätssachen. Beim Regierungswechsel auf Kurfürst Karl Theodor wurde er Oberlandesregierungsrat. Trotz der Aufhebung des Jesuitenordens blieb er weiter Jesuitenfreund. Er stieg zunehmend zu einem engen Vertrauten des Kurfürsten auf. 1791 wurde er Sekretär des Ordens vom Pfälzer Löwen, 1792 erhielt er die Ernennung zum Wirklichen Geheimen Rat, zugleich wurde er Mitglied des Schul- und Universitätskuratel für Bayern, die Oberpfalz und das Herzogtum Neuburg sowie Geheimer Referendär in Geistlichen Sachen. Schließlich stieg er 1797 als Geheimer Kabinettssekretär zum engsten Mitarbeiter des Kurfürsten auf. Als solcher zeichnete er sich durch eine antiliberale, reaktionäre Haltung aus. Er wurde dadurch beim Volk sehr unbeliebt und wurde wohl nur als „der Edle von“ bezeichnet. Mit Diplom vom 22. Januar 1773 war er zum Edlen nobilitiert worden.
Lippert wurde 1799 mit Amtsantritt des Kurfürsten Maximilian I. Joseph aller Ämter enthoben, blieb aber Geheimer Rat. Als solcher starb er kurze Zeit darauf.
Seit 1947 ist die Lippertstraße in München Allach-Untermenzing nach ihm benannt.

## Publikationen
- Nachricht von den ehemaligen gelehrten Gesellschaften in Baiern. 2 Hefte, München 1763–1764.
- mehrere Kurzbiografien in der Kunstzeitung der Kayserlichen Akademie zu Augsburg. 1770–1772.